# International Non-Profit Credit Rating Agency
Die International Non-Profit Credit Rating Agency (kurz INCRA) war ein Projekt zur Reform der Beurteilung der Bonität von Staaten. Es sollte als gemeinnützige Alternative zu den kommerziell orientierten Ratingagenturen dienen. Um die Qualität der Ratings zu erhöhen, wurden neben makroökonomischen Faktoren auch sozioökonomische Indikatoren berücksichtigt. INCRA wurde 2012 von der Bertelsmann Stiftung und der Bertelsmann Foundation vorgestellt.

## Hintergrund
Die globale Wirtschafts- und Finanzkrise ab dem Jahr 2007 machte Defizite des Finanzsektors für eine breite Öffentlichkeit sichtbar. Im Zuge dessen gerieten auch die drei großen US-amerikanischen Ratingagenturen Fitch, Moody’s und Standard & Poor’s in den Fokus. Sie haben zusammen über 90 % Marktanteil. Kritiker werden ihnen fragwürdige Beurteilungen der Bonität von Staaten und Unternehmen vor. Als strukturelles Problem wurde insbesondere die kommerzielle Ausrichtung der Ratingagenturen ausgemacht.
Die deutsche Bundeskanzlerin und andere Politiker forderten eine europäische Alternative zu den US-amerikanischen Marktführern, lehnten aber eine staatliche Umsetzung ab. Diese Initiative griff etwa die Unternehmensberatung Roland Berger auf, die 2011 einen Vorschlag zur Reform der Bewertungen von Unternehmen präsentierte. Im Jahr 2012 folgten die Bertelsmann Stiftung in Deutschland und die Bertelsmann Foundation North America mit einem Konzept für die Beurteilung der Bonität ganzer Staaten.

## Konzeption
Ein Netzwerk von Experten entwickelte die Idee einer internationalen nicht-gewinnorientierten Ratingagentur, der sogenannten International Non-Profit Credit Rating Agency (INCRA). Diese sollte sich nicht über die Erstellung von Ratings finanzieren, sondern aus den laufenden Erträgen eines Kapitalstocks. Berechnungen zufolge wären rund 400 Millionen US-Dollar erforderlich gewesen, um die Kosten von jährlich 15 bis 25 Millionen US-Dollar dauerhaft zu decken. Die neue rechtliche und organisatorische Struktur der INCRA sollten die Interessen von Regierungen, Investoren und der Öffentlichkeit gleichberechtigt abbilden.
Daneben stellte die INCRA qualitative Verbesserungen der Ratings in Aussicht. Neben traditionellen makroökonomischen Faktoren wie Bruttoinlandsprodukt, Schuldenstand, Exportstärke und Preisentwicklung berücksichtigte man auch zukunftsgerichtete Indikatoren im Hinblick auf die sozioökonomische und politische Entwicklung von Staaten, etwa das Krisenmanagement der Regierung, die Umsetzung von Reformen oder Investitionen in die Bildung. Hieraus wollten die beiden Stiftungen Schlüsse auf mögliche Probleme bei der Rückzahlung von Schulden ziehen. Als Grundlage hierfür diente die wissenschaftliche Methodik des Bertelsmann Transformation Index (BTI) und der Sustainable Governance Indicators (SGI).

## Rezeption
Die Vorstellung der INCRA im Jahr 2012 erfuhr eine breite Wahrnehmung in überregionalen Medien, darunter die Financial Times Deutschland, das Handelsblatt und die Welt. Zum damaligen Zeitpunkt beschäftigten sich die G20, der Kreis der wichtigsten Industrie- und Schwellenländer, bereits mit einer Reform der Rahmenbedingungen für Ratingagenturen. Nach Ansicht der Bertelsmann Stiftung und der Bertelsmann Foundation North America hatte die INCRA das Potenzial, hierzu einen wesentlichen Beitrag zu leisten. Kritiker warfen den Urhebern der INCRA jedoch vor, in der Praxis zu ähnlichen Ergebnissen wie die etablierten US-amerikanischen Ratingagenturen zu kommen. In einem Pilotprojekt der Bertelsmann Foundation North America, der sogenannten INCRA-Länderratings, wurde zunächst die Bonität von Deutschland, Frankreich, Italien, Japan und Brasilien beurteilt.

## Umsetzung
Für die Realisierung der INCRA sollten Regierungen, Unternehmen, Stiftungen und Privatleute in einen Kapitalstock einzahlen. Nachdem 2013 bereits die Finanzierung der europäischen Ratingagentur von Roland Berger gescheitert war, fanden sich bis 2015 auch nicht ausreichend Unterstützer für die INCRA. Das Projekt wird heute nicht weiter verfolgt.